# Marthana
Genre
Synonymes
- Eumarthana Roewer, 1910
- Marthanella Roewer, 1910
- Metamarthana Roewer, 1912
- Heteromarthana Müller, 1916
- Marthanessa Roewer, 1955
- Marthanola Roewer, 1955
- Promarthana Roewer, 1955

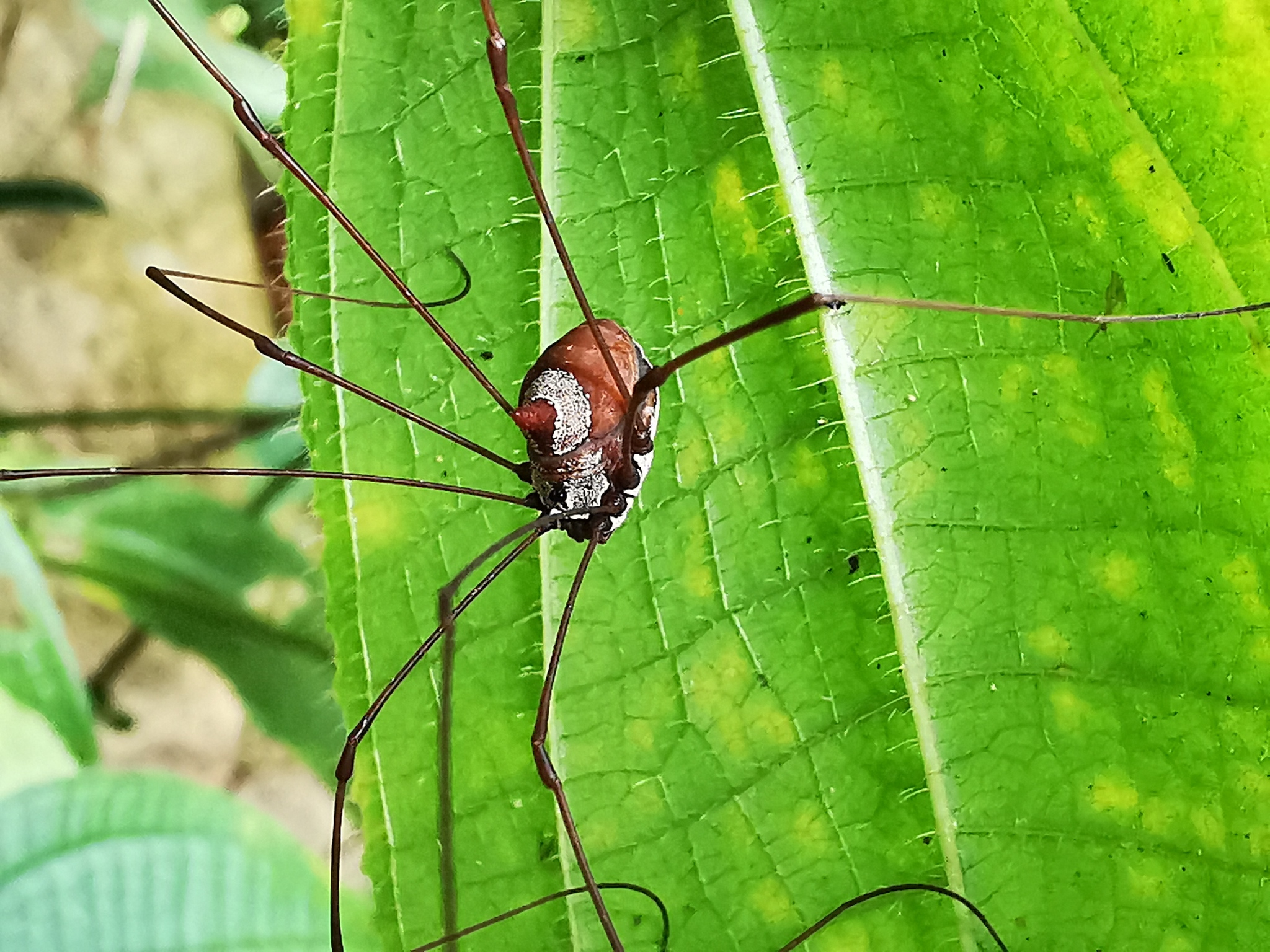

Marthana est un genre d'opilions eupnois de la famille des Sclerosomatidae.

## Distribution
Les espèces de ce genre se rencontrent en Asie du Sud-Est, en Asie du Sud et en Nouvelle-Guinée.

## Liste des espèces
Selon World Catalogue of Opiliones (11/05/2021) :
- Marthana affinis Banks, 1930
- Marthana aurata (Roewer, 1955)
- Marthana bakeri Roewer, 1955
- Marthana balabacana Suzuki, 1977
- Marthana beharensis (Roewer, 1955)
- Marthana birmanica (Roewer, 1955)
- Marthana cerata (Roewer, 1912)
- Marthana columnaris Thorell, 1891
- Marthana cornifer Loman, 1906
- Marthana cuspidata Loman, 1892
- Marthana ferruginea (Roewer, 1911)
- Marthana furcata Banks, 1930
- Marthana fusca (Roewer, 1912)
- Marthana idjena (Roewer, 1955)
- Marthana moluccana (Roewer, 1955)
- Marthana negrosensis (Roewer, 1955)
- Marthana nigerrima (Müller, 1916)
- Marthana niveata (Roewer, 1955)
- Marthana pagonota Crawford, 1992
- Marthana perspicillata (Roewer, 1911)
- Marthana sarasinorum Roewer, 1914
- Marthana scripta (Roewer, 1955)
- Marthana siamensis (Roewer, 1955)
- Marthana turrita Thorell, 1891

## Publication originale
- Thorell, 1891 : « Opilioni nuovi o poco conosciuti dell´Arcipelago Malese. » Annali del Museo Civico di Storia Naturale di Genova, sér. 2, vol. 10, p. 669–770 (texte intégral).